# Khalid Alioua
 (juillet 2012).
Khalid Alioua, né le 16 avril 1949 à Rabat, est un homme politique marocain. Il est docteur en sociologie politique. Il a été ministre du Développement social, de la Solidarité, de l’Emploi et de la Formation professionnelle, ainsi que porte-parole du gouvernement dans le gouvernement Abderrahman el-Youssoufi.

## Parcours
Il est diplômé de Sciences Po Paris, titulaire d'un diplôme d'études comptables supérieures et d'une maîtrise de gestion. Professeur à l'université Hassan II de Casablanca depuis 1977, il a été président du conseil préfectoral de Rabat de 1992 à 1997 et conseiller municipal à Rabat-Agdal (1997). Il est membre du comité central de l'Union socialiste des forces populaires (USFP). Le 14 mars 1998, le Roi Hassan II le nomme ministre du Développement social, de la Solidarité, de l'Emploi et de la Formation professionnelle, porte-parole du gouvernement. Il a initié de grandes réformes dans ce poste : création de l'Agence de développement social, création de l'Agence nationale de promotion de l'emploi et des compétences (ANAPEC), réforme de la Sécurité sociale, élaboration du Code du travail (qui sera adopté sous le gouvernement Jettou, initiation de l'Assurance maladie obligatoire et de la réforme des Caisses de prévoyance, réforme de la Formation professionnelle, initiation de l'indemnité pour perte d'emploi (adoptée sous le gouvernement Benkirane), mise en place de nouveaux accords de main d'œuvre et de sécurité sociale avec les pays européens.
Le 7 novembre 2002, il est nommé ministre de l'Enseignement supérieur et de la Recherche scientifique dans le gouvernement Driss Jettou. Il a été l'initiateur et le promoteur de la grande réforme des cycles de formation (LMD) ainsi que les licences professionnelles et les masters spécialisés.
En avril 2004, il est nommé PDG de la banque Crédit immobilier et hôtelier (CIH) du Maroc, une banque publique [réf. nécessaire]. Il quitte ses fonctions en avril 2009 et reprend ses activités professionnelles dans son Cabinet de Conseil "ALCO" qu'il avait créé en 1991. 
Khalid Alioua a été un membre dirigeant de l'Union Socialiste des Forces Populaires dont il fut un des idéologues des plus remarqués. Auteur d´une  contribution idéologique majeure des années quatre-vingt : "Crise de société et construction démocratique", il a été rédacteur de nombreux textes et rapports des différents Congrès de l'USFP au quatrième et cinquième Congrès. Il a également  été un des principaux animateurs de la presse de son Parti (Libération, Al Mouharrir et Al Ittihad al Ichtiraki dont il fut directeur de la rédaction, Al Machrou'). Il a été éditorialiste et chroniqueur pour le mensuel culturel Lamalif jusqu'à sa suspension .
Khalid Alioua a fait partie de nombreux réseaux de recherche (URBAMA, EUROMESCO, GERM, Fondation Roi Abdulaziz, Istituto di Affari International...). Il fut membre du Comité préparatoire au Sommet mondial du développement social de Copenhague. Il a été nommé par le Secrétaire général des Nations unies Kofi Annan, membre du Comité des éminentes personnalités chargé de l'évaluation du programme UN NADAF (Programme décennal de développement de l'Afrique).
Il est l'auteur de nombreux écrits et textes politiques et économiques.